# Гаррисон, Зина
Зина Линна Гаррисон (англ. Zina Garrison, в 1989—1997 Гаррисон-Джексон; род. 16 ноября 1963, Хьюстон, США) — бывшая американская профессиональная теннисистка. Чемпионка Олимпиады 1988 года в Сеуле в женском парном разряде, бронзовый призёр в женском одиночном разряде. Трёхкратная победительница турниров Большого шлема в смешанном парном разряде (Открытый чемпионат Австралии в 1987 год, Уимблдонский турнир в 1988 и 1990 году), трёхкратная обладательница Кубка Федерации в составе сборной США.

## Спортивная карьера
Зина Гаррисон, седьмой и младший ребёнок в семье, начала играть в теннис в десятилетнем возрасте. В это время старший брат Зины, Родни, привёл её к теннисному тренеру Джону Уилкерсону, попросив заняться ею. Девочка прогрессировала быстро, уже через два года появившись в национальном рейтинге среди девушек и составив перспективную пару со своей сверстницей Лори Макнил. В 14 лет она выиграла чемпионат США для девушек в возрасте до 18 лет. В 1981 году выиграла Уимблдонский турнир и Открытый чемпионат США среди девушек и стала чемпионкой мира среди девушек по версии Международной федерации тенниса (ITF). 6 января 1982 года было объявлено в Вашингтоне «днём Зины Гаррисон».
После успешной юниорской карьеры родители Зины хотели, чтобы она поступила в вуз, но она уговорила их дать ей возможность проявить себя во взрослом теннисе. В 1982 году Гаррисон переходит в ранг профессионала. В первом же своём взрослом турнире Большого шлема, на Открытом чемпионате Франции, она доходит до четвертьфинала, где уступает Мартине Навратиловой. Навратилова становится на её пути и на Уимблдоне, а в Открытом чемпионате США её останавливает Крис Эверт. Тем не менее, уже в этом году она занимает 29-ю строчку в рейтинге сильнейших теннисисток планеты и завоёвывает награду WTA в категории «Новичок года».
В 1983 году Гаррисон выходит в свой первый финал профессионального турнира на Чемпионате США на грунтовых кортах. Она также доходит до полуфинала Открытого чемпионата Австралии, победив перед этим посеянную четвёртой Венди Тернбулл. В 1984 году она выигрывает свой первый профессиональный турнир в Цюрихе, где была посеяна третьей. В этом году она проводит свой первый матч за сборную США в Кубке Федерации; её проигрыш Рафаэлле Реджи не помешал американкам победить сборную Италии и выйти в полуфинал.
В 1985 году Гаррисон выходит в полуфинал Уимблдона, где вновь уступает Навратиловой; на Открытом чемпионате США то же происходит в четвертьфинале. На Открытом чемпионате США она с Кэти Риналди впервые доходит также до полуфинала турнира женских пар в турнирах Большого шлема. В 1986 году она выигрывает свой первый турнир в парах (в Открытом чемпионате Канады с Габриэлой Сабатини), а сборная США при достаточно скромном её участии побеждает в Кубке Федерации. В целом её выступления в этот год были не столь удачными; единственный раз с 1983 до 1990 года она закончила сезон не в первой десятке рейтинга.
В 1987 году Гаррисон впервые участвует в финале турнира Большого шлема: в паре с Шервудом Стюартом она выигрывает Открытый чемпионат Австралии в смешанном парном разряде; в паре с Лори Макнил она также выходит в финал женского парного турнира, где они уступают Навратиловой и Пэм Шрайвер.
В начале 1988 года в паре со Стюартом Гаррисон побеждает в соревновании смешанных пар на Уимблдонском турнире, доходит до полуфинала Открытого чемпионата США в одиночном разряде, а на Олимпиаде в Сеуле, на первом олимпийском теннисном турнире после многолетнего перерыва, завоёвывает две медали. В соревновании женских пар её партнёршей была Шрайвер, и они в упорной борьбе в финале вырвали победу у чешской пары Новотна—Сукова, а в одиночном разряде Гаррисон победила Шрайвер в четвертьфинале и проиграла в полуфинале безоговорочному лидеру сезона Штеффи Граф. На этой Олимпиаде не проводились матчи за третье место, и она автоматически получила бронзовую медаль вместе с Мануэлой Малеевой. Победа в Сеуле становится для неё четвёртой в сезоне в парном разряде, а в ноябре она и Катрина Адамс выигрывают чемпионат WTA среди пар в Токио.
В 1989 году Гаррисон и Стюарт вновь выходят в финал Открытого чемпионата Австралии, но проигрывают Новотной и Джиму Пью. В течение этого года Зина Гаррисон снова доходит до полуфинала чемпионата США, выигрывает рекордные для себя три турнира в одиночном разряде и ещё четырежды играет в финалах, и в итоге поднимается на четвёртую строчку в рейтинге: впереди только Граф, Навратилова и Сабатини. В Кубке Федерации она проводит за сборную США три игры, все в парах (со Шрайвер или с Навратиловой), и вместе со сборной завоёвывает главный трофей.
К началу 1990 года Гаррисон оказалась единственной американской теннисисткой в первой десятке рейтинга (не считая Навратиловой, которую считали американкой далеко не все) после того, как Крис Эверт завершила карьеру по окончании Открытого чемпионата США. Тем не менее ни одна фирма, производящая теннисную форму и снаряжение, не заключила с ней спонсорский контракт (хотя, например, Дженнифер Каприати, в это время даже не начавшая профессиональной карьеры и не имевшая рейтинговых очков, уже заключила миллионные спонсорские контракты). Спортивный журналист Джон Файнстейн объясняет это тем, что производители теннисного оборудования не верили, что у них может быть многочисленная клиентура среди чернокожего населения США и поэтому не рассматривали Гаррисон как хорошее вложение капитала.
1990 год также был в спортивном отношении удачным для Гаррисон (выступавшей после свадьбы в 1989 году под двойной фамилией Гаррисон-Джексон). Она в первый и последний раз в карьере выходит в финал турнира Большого шлема в одиночном разряде (на Уимблдоне, проиграла в финале Навратиловой), одерживает свою третью победу в смешанном парном разряде (также на Уимблдоне, с Риком Личем) и ещё раз играет в финале турнира смешанных пар на Открытом чемпионате Австралии (с Пью). Она также второй год подряд завоёвывает со сборной Кубок Федерации; в этом сезоне она провела за сборную рекордные для себя девять игр (пять в одиночном разряде и четыре в парах) и одержала семь побед, выиграв в том числе все четыре парных встречи (в одиночных матчах уступила Новотной в четвертьфинале и Зверевой в финале). На следующий год она вновь выходит в финал Кубка Федерации со сборной США, но в решающем матче против сборной Испании при счёте 1-1 они с Джиджи Фернандес проигрывают Аранче Санчес и Кончите Мартинес 6-3 1-6 1-6 и упускают возможность завоевать этот трофей в третий раз подряд.
На Олимпиаде в Барселоне Гаррисон-Джексон выступает только в одиночном разряде и в первом же круге проигрывает Аманде Кётцер из ЮАР. В женских парах она в последний раз выходит в финал турнира Большого шлема в том же году, а в миксте — в следующем (оба — на Открытом чемпионате Австралии). В 1994 году она ещё раз помогла сборной США пробиться в финал Кубка Федерации, но в самом финале не участвовала; победа в полуфинале в паре с Джиджи Фернандес над француженками Алар-Декюжи и Тозья стала её последней игрой в этом турнире.
В 1993-1995 годах она играла за различные клубы в профессиональном командном турнире World Team Tennis; в 1995 году её клуб «Atlanta Thunder» занял в этом соревновании второе место.
12 апреля 1995 года было объявлено «днём Зины Гаррисон» в её родном Хьюстоне.  В июне 1995 года она выиграла свой последний профессиональный турнир, но в течение года, уже не входя в число лидеров рейтинга, ещё не один раз побеждала посеянных соперниц (Пьерс и дважды Дэвенпорт). В том же году она планировала закончить выступления, но по совету Билли-Джин Кинг и по настоянию мужа продолжила выступать до ноября 1996 года в небольшом количестве турниров. В 1997 году Гаррисон провела только один матч на Открытом чемпионате США в паре с Лори Макнил (уступили Дэвенпорт и Новотной). После завершения активных выступлений работает комментатором на телевидении. С 2004 по 2008 год она являлась капитаном теннисной сборной США на Кубке Федерации и Олимпийских играх.

## Участие в финалах турниров Большого шлема

### Одиночный разряд

#### Поражение (1)
| Год  | Турнир              | Соперница в финале  | Счёт в финале |
| 1990 | Уимблдонский турнир | Мартина Навратилова | 4–6, 1–6      |

### Женский парный разряд

#### Поражения (2)
| Год  | Турнир                           | Партнёр            | Соперники в финале                  | Счёт в финале |
| 1987 | Открытый чемпионат Австралии     | Лори Макнил        | Мартина Навратилова Пэм Шрайвер     | 1–6, 0–6      |
| 1992 | Открытый чемпионат Австралии (2) | Мэри-Джо Фернандес | Аранча Санчес-Викарио Хелена Сукова | 4–6, 6–73     |

### Смешанный парный разряд

#### Победы (3)
| Год  | Турнир                       | Партнёр       | Соперники в финале               | Счёт в финале  |
| 1987 | Открытый чемпионат Австралии | Шервуд Стюарт | Энн Хоббс Эндрю Касл             | 3–6, 7–65, 6–3 |
| 1988 | Уимблдонский турнир          | Шервуд Стюарт | Гретхен Мейджерс Келли Джонс     | 6–1, 7–63      |
| 1990 | Уимблдонский турнир (2)      | Рик Лич       | Элизабет Смайли Джон Фицджеральд | 7–5, 6–2       |

#### Поражения (3)
| Год  | Турнир                           | Партнёр       | Соперники в финале                  | Счёт в финале |
| 1989 | Открытый чемпионат Австралии     | Шервуд Стюарт | Яна Новотна Джим Пью                | 3–6, 4–6      |
| 1990 | Открытый чемпионат Австралии (2) | Джим Пью      | Наталья Зверева Эндрю Касл          | 6–4, 2–6, 3–6 |
| 1993 | Открытый чемпионат Австралии (3) | Рик Лич       | Аранча Санчес-Викарио Тодд Вудбридж | 5–7, 4–6      |

## Титулы Virginia Slims и WTA (34)
| Легенда              |
| Большой шлем (0)     |
| Чемпионат WTA (1)    |
| Олимпийские игры (1) |
| I категория (2)      |
| II категория (6)     |
| III категория (11)   |
| IV & V категория (3) |
| VS (10)              |

### Одиночный разряд (14)
| №   | Год         | Турнир                                          | Покрытие  | Соперница в финале | Счёт в финале   |
| 1.  | 4 ноя 1984  | European Indoors, Цюрих, Швейцария              | Ковёр (I) | Клаудиа Коде-Кильш | 6–1, 0–6, 6–2   |
| 2.  | 21 апр 1985 | Амелия-Айленд, Флорида, США                     | Грунт     | Крис Эверт         | 6–4, 6–3        |
| 3.  | 3 ноя 1985  | European Indoors, Цюрих (2)                     | Ковёр (I) | Хана Мандликова    | 6–1, 6–3        |
| 4.  | 2 ноя 1986  | Чемпионат США на грунтовых кортах, Индианаполис | Хард (I)  | Мелисса Герни      | 6–3, 6–3        |
| 5.  | 11 янв 1987 | Family Circle Open Sydney, Австралия            | Трава     | Пэм Шрайвер        | 6–2, 6–4        |
| 6.  | 15 фев 1987 | VS of California, Сан-Франциско, США            | Ковёр (I) | Сильвия Ханика     | 7–5, 4–6, 6–3   |
| 7.  | 26 фев 1989 | VS of California, Окленд, США                   | Ковёр (I) | Лариса Нейланд     | 6–1, 6–1        |
| 8.  | 23 июл 1989 | Virginia Slims of Newport, США                  | Трава     | Пэм Шрайвер        | 6–0, 6–1        |
| 9.  | 12 ноя 1989 | Чикаго, США                                     | Ковёр (I) | Лариса Нейланд     | 6–3, 2–6, 6–4   |
| 10. | 17 июн 1990 | Dow Classic, Бирмингем, Великобритания          | Трава     | Линда Уайлд        | 6–4, 6–3        |
| 11. | 23 фев 1992 | Virginia Slims Оклахома, США                    | Хард (I)  | Лори Макнил        | 7–5, 3–6, 7–610 |
| 12. | 21 фев 1993 | Virginia Slims Оклахома (2)                     | Хард (I)  | Патти Фендик       | 6–2, 6–2        |
| 13. | 24 окт 1993 | Открытый чемпионат Будапешта, Венгрия           | Ковёр (I) | Сабина Аппельманс  | 7–5, 6–2        |
| 14. | 18 июн 1995 | DFS Classic, Бирмингем (2)                      | Трава     | Лори Макнил        | 6–3, 6–3        |

### Парный разряд (20)
| №   | Год         | Турнир                                                   | Покрытие  | Партнёр             | Соперники в финале                    | Счёт в финале  |
| 1.  | 10 авг 1986 | Canadian Open, Монреаль                                  | Хард      | Габриэла Сабатини   | Хелена Сукова Пэм Шрайвер             | 7–62, 5–7, 6–4 |
| 2.  | 2 ноя 1986  | Чемпионат США на грунтовых кортах, Индианаполис          | Хард (I)  | Лори Макнил         | Кэнди Рейнольдс Энн Смит              | 4–5, отказ     |
| 3.  | 23 авг 1987 | Canadian Open, Торонто (2)                               | Хард      | Лори Макнил         | Клаудиа Коде-Кильш Хелена Сукова      | 6–1, 6–2       |
| 4.  | 7 окт 1987  | Новый Орлеан, США                                        | Ковёр (I) | Лори Макнил         | Хэзер Ладлофф Пинат Харпер            | 6–3, 6–4       |
| 5.  | 13 мар 1988 | Бока-Ратон, Флорида, США                                 | Хард      | Катрина Адамс       | Клаудиа Коде-Кильш Хелена Сукова      | 4–6, 5–7, 6–4  |
| 6.  | 11 апр 1988 | Bausch & Lomb Championships, Амелия-Айленд, Флорида, США | Грунт     | Ева Пфафф           | Катрина Адамс Пенни Мейджер           | 4–6, 6–2, 7–65 |
| 7.  | 24 апр 1988 | Хьюстон, США                                             | Грунт     | Катрина Адамс       | Лори Макнил Мартина Навратилова       | 6–74, 6–2, 6–4 |
| 8.  | 2 окт 1988  | Олимпийские игры, Сеул, Южная Корея                      | Хард      | Пэм Шрайвер         | Яна Новотна Хелена Сукова             | 4–6, 6–2, 10–8 |
| 9.  | 27 ноя 1988 | WTA Doubles Championships, Токио                         | Ковёр (I) | Катрина Адамс       | Робин Уайт Джиджи Фернандес           | 7–5, 7–5       |
| 10. | 5 фев 1989  | Toray Pan Pacific Open, Токио                            | Ковёр (I) | Катрина Адамс       | Клаудиа Коде-Кильш Мэри-Джо Фернандес | 6–3, 6–3, 7–65 |
| 11. | 30 апр 1989 | Хьюстон (2)                                              | Грунт     | Катрина Адамс       | Лори Макнил Джиджи Фернандес          | 6–3, 6–4       |
| 12. | 25 июн 1989 | Pilkington Glass Championships, Истборн, Великобритания  | Трава     | Катрина Адамс       | Яна Новотна Хелена Сукова             | 6–3 retired    |
| 13. | 25 фев 1990 | Вашингтон, США                                           | Ковёр (I) | Мартина Навратилова | Динки ван Ренсбург Энн Хенрикссон     | 6–0, 6–3       |
| 14. | 12 авг 1990 | American Bank Classic, Сан-Диего, США                    | Хард      | Патти Фендик        | Элис Берджин Розалин Нидеффер         | 6–4, 7–65      |
| 15. | 21 окт 1990 | Porsche Tennis Grand Prix, Фильдерштадт, Германия        | Хард (I)  | Мэри-Джо Фернандес  | Мерседес Пас Аранча Санчес-Викарио    | 7–5, 6–3       |
| 16. | 24 мар 1991 | Lipton International, Кей Бискейн, США                   | Хард      | Мэри-Джо Фернандес  | Яна Новотна Джиджи Фернандес          | 7–5, 6–2       |
| 17. | 14 фев 1993 | Чикаго, США                                              | Ковёр (I) | Катрина Адамс       | Кимберли По Эми Фрезьер               | 7–63, 6–3      |
| 18. | 21 фев 1993 | Virginia Slims Оклахома, США                             | Хард (I)  | Патти Фендик        | Катрина Адамс Манон Боллеграф         | 6–3, 6–2       |
| 19. | 10 окт 1993 | Barilla Indoors, Цюрих, Швейцария                        | Ковёр (I) | Мартина Навратилова | Наталья Зверева Джиджи Фернандес      | 6–3, 5–7, 6–3  |
| 20. | 12 июн 1994 | DFS Classic, Бирмингем, Великобритания                   | Трава     | Лариса Нейланд      | Кэтрин Беркли Керри-Энн Гас           | 6–4, 6–4       |

## Личная жизнь
С первых лет выступлений Зина Гаррисон страдала от заниженной самооценки, считая себя слишлом толстой, что, впрочем, не сказывалось на её спортивных результатах. Её мать Мэри, долгие годы страдавшая от диабета, скончалась в 1983 году, и после этого удара у Зины развилась депрессия и булимия, но несмотря на это она продолжала успешно выступать на крупных турнирах. В 1997 году, после развода с мужем, который ей изменял, Зина пыталась покончить с собой, приняв большую дозу лекарств от жара и насморка, но позже снова взяла свою жизнь под контроль.
Начиная с 1988 года, Зина Гаррисон ведёт активную благотворительную деятельность. В этом году она основала фонд помощи бездомным, а в 1993 году — фонд, спонсирующий детские теннисные секции в Хьюстоне. Её благотворительная деятельность была отмечена рядом наград от различных организаций, в том числе совета директоров Международного зала теннисной славы (1993) и Теннисной ассоциации США (1998).